# Edoardo Bellotti
Edoardo Maria Bellotti (* 17. September 1957 in Pavia; † 27. Februar 2025 ebenda) war ein Italienischer Organist, Cembalist und Hochschullehrer.

## Werdegang
Edoardo Maria Bellotti studierte Orgel und Cembalo an der Universität Pavia, danach Humanwissenschaft und Theologie.
Er spezialisierte sich auf die Literatur für Tasteninstrumente aus Renaissance und Barock, italienische Orgelliteratur, Continuo-Praxis und Improvisation.
Er unterrichtete zuerst Orgel und Improvisation an der Hochschule für Musik Trossingen. Von 2008 bis 2023 war er Stiftungsprofessor für historische Orgel an der Hochschule für Künste Bremen. Seit September 2012 arbeitete er als Professor an der Eastman School of Music in Rochester. 
Er veröffentlichte regelmäßig Artikel und textkritische Ausgaben von Cembalo- und Orgelkompositionen des 17. und 18. Jahrhunderts von Renaissance bis Barock.